# Isodactylactis borealis
Isodactylactis borealis är en korallart som beskrevs av Widersten 1998. Isodactylactis borealis ingår i släktet Isodactylactis och familjen Cerianthidae. Inga underarter finns listade i Catalogue of Life.